# Поляков, Александр Сергеевич
Алекса́ндр Серге́евич Поляко́в (22 ноября [4 декабря] 1882, Ундоры, Симбирская губерния — 4 октября 1923, Петроград) — русский библиограф

, историк русской литературы и театра и литературовед.

## Биография
Родился 22 ноября 1882 года[по какому календарю?] в Ундорах (Симбирская губерния).
Учился на медицинском факультете Казанского университета; с 1909 года — в Психоневрологическом институте, где познакомился с С. А. Венгеровым. В 1913 году перешёл на историко-филологический факультет Императорского Санкт-Петербургского университета, где близко сошёлся с профессором И. А. Шляпкиным, известным книголюбом, который приглашал его в свой «дворец книги» в Белоострове. В Петербурге он также познакомился с библиографом Н. М. Лисовским, который начал читать в университете курс книговедения, а также с А. И. Малеиным.
Библиографией Поляков начал заниматься ещё со времени своего поступления в Психоневрологический институт, участвуя в широких библиографических работах С. А. Венгерова. Также он занимался ведением отдела библиографической хроники в журнале Русский библиофил, а во время редакторства Верещагина был секретарём редакции.
В 1916 год был принят на работу в Пушкинский дом, где проработал вплоть до 1918 года, когда был избран на должность заведующего Библиотеки русской драмы. Ещё в 1914 году он напечатал библиографическую работу о М. С. Щепкине и с тех пор занялся историей театра. Во время своего директорства Поляков формировал и расширял фонды библиотеки, создал при ней театральный музей. В это время он редактировал журнал «Бирюч Петроградских государственных театров».
В 1920 году был принят на работу в Книжную палату и возглавил отдел поступлений изданий из регионов РСФСР.
Основные научные работы посвящены библиографоведению. Он работал над составлением указателя к Ежегоднику театров, собирал материалы для словаря артистов; составил Список указателей к русским повременным изданиям.
Скончался 4 октября 1923 года, похоронен на Смоленском православном кладбище.
После его смерти была напечатана пьеса В. Г. Белинского «Пятидесятилетний дядюшка» с примечаниями Полякова, содержавшими богатый материал по истории театра.